# Lomma kommun
Lomma kommun er en kommune i Skåne län (Skåne) i Sverige. Kommunen omfatter 56,13 km² og har 19.434 indbyggere (2006).

## Byer i kommunen
- Lomma (kommunesæde)
- Bjärred
- Flädie